# Gambija
Gambija, uradno Republika Gambija (angleško Republic of The Gambia), je obmorska država v Zahodni Afriki. V celoti jo obkroža Senegal, razen pri izlivu reke Gambije v severni Atlantski ocean.